# Mussy-sous-Dun
Mussy-sous-Dun é uma comuna francesa na região administrativa de Borgonha-Franco-Condado, no departamento Saône-et-Loire. Estende-se por uma área de 9,9 km². Em 2010 a comuna tinha 357 habitantes (densidade: 36,1 hab./km²).